# Lythria staudingeri
Lythria staudingeri är en fjärilsart som beskrevs av Obraztsov 1936. Lythria staudingeri ingår i släktet Lythria och familjen mätare. Inga underarter finns listade i Catalogue of Life.